# Vierschanzentournee 1977/78
Der internationale Skisprungwettbewerb 26. Vierschanzentournee 1977/78 wurde vom 30. Dezember 1977 bis zum 6. Januar 1978 in Oberstdorf und Garmisch-Partenkirchen in Deutschland sowie in Innsbruck und Bischofshofen in Österreich veranstaltet. Sie galt neben den Nordischen Skiweltmeisterschaften 1978 in Lahti als Höhepunkt der Skisprungsaison 1977/78. Die Tournee wurde von dem Finnen Kari Ylianttila gewonnen. Ihm folgten fünf Springer aus der DDR.

## Teilnehmer
In Vorbereitung für die Nordischen Skiweltmeisterschaften im finnischen Lahti galt die Tournee als erste Standortbestimmung für die internationale Springergemeinde. Nachdem die letzten drei Tourneen vor allem vom Duell zwischen Österreich und der DDR gelebt hatten, waren die Vorzeichen in dieser Saison etwas anders. Toni Innauer, noch im Februar 1977 Vizeweltmeister im Skifliegen geworden, und sein Mannschaftskollege und Olympiasieger Karl Schnabl hatten sich beim Fußballspielen verletzt und rangen um Anschluss. Es stand zu befürchten, dass die Auswahl von Baldur Preiml ohne ihre Topleute dastehen würde. Den besten Eindruck machte vor Tourneebeginn noch Claus Tuchscherer und die jungen Neulinge Neuper und Kogler. Tourneegewinner Willi Pürstl und auch Edi Federer hatten nie wieder an den Erfolg von 1975 anknüpfen können, standen aber wie auch Oldie Reinhold Bachler mit bald 33 Jahren immer noch im Aufgebot. Angesichts der zu erwartenden Leistungen der österreichischen Adler beantragte Preiml eine größere Anzahl an Startplätzen, die am Ende auch genehmigt wurde. So kamen am Ende nicht weniger als 14 Springer für Österreich zum Einsatz. Bei der bundesdeutschen Auswahl ging unter Trainer Happle der Umbau weiter. Mit Grosche und Sepp Schwinghammer waren die zwei leistungsstärksten Springer der letzten Jahre nicht mehr im Aufgebot. Nun begann man beim DSV mit den Schwarz-Brüdern und einigen anderen Neulingen an die Weltspitze wieder heranzurücken. Hinzu kam mit Leitner ein Springer, der hier und dort schon für Achtungserfolge gesorgt hatte. In der DDR-Auswahl setzte man vor allem auf Bewährtes. Im Vergleich zum Vorjahr wurde nur Thomas Meisinger, immerhin Tourneesechster, durch Dauerbrenner Bernd Eckstein ersetzt. Zu den Tourneesiegfavoriten war auf jeden Fall Jochen Danneberg zu rechnen, der mit seinem dritten Sieg in Folge mit dem legendären Björn Wirkola hätte gleichziehen können. Zum Kreis der Sieganwärter wurde von der Fachwelt außerdem Henry Glaß gezählt, der nach einem zweiten Platz 1972 und dem dritten Platz im Vorjahr endlich seine erste Tournee gewinnen wollte. Mit Athleten wie Duschek oder Weber hatte die DDR-Auswahl zudem weitere Top-Springer in der Mannschaft. Von den anderen Nationen wurde als Sieganwärter an erster Stelle der Schweizer Walter Steiner genannt. Allerdings war ein Start für den frischgebackenen Skiflugweltmeister lange ungewiss, der Eidgenosse hatte sich vor der Saison einer Meniskusoperation unterziehen müssen. Zum erweiterten Favoritenkreis waren aus der Sowjetunion Alexei Borowitin und aus der Tschechoslowakei František Novák zu sehen, die bei der Skiflug-WM auf sich aufmerksam machen konnten. Die große Unbekannte waren die Skandinavier. Während die Norweger bereits im Vorjahr durch Johan Sætre und Per Bergerud immer wieder mal in die Top Ten kamen, waren die Finnen als WM-Gastgeber überhaupt nicht einzuschätzen. Nur mit drei Athleten antretend, bestand das Team aus Dauergast Törmänen, Rückkehrer Ylianttila und Neuling Puikkonen. Während Törmänens beste Zeiten bereits vergangen schienen, hatte Ylianttila zumindest zum Ende der Vorsaison mit einigen Podestplätzen auf sich aufmerksam gemacht. Generell waren die Erwartungen an die Finnen aber nicht allzu hoch.
| Nation             | Athleten |
| ------------------ | --- |
| BR Deutschland     | Frank Rombach, Christoph Schwarz, Peter Leitner, Peter Schwinghammer, Hubert Schwarz, Hans-Jürgen Eschrich, Wolfgang Hahn                                                                                           |
| DDR                | Henry Glaß, Jochen Danneberg, Martin Weber, Harald Duschek, Falko Weißpflog, Mathias Buse, Jürgen Thomas, Bernd Eckstein                                                                                            |
| Österreich         | Reinhold Bachler, Hans Millonig, Rudi Wanner, Alois Lipburger, Claus Tuchscherer, Armin Kogler, Hubert Neuper, Willi Pürstl, Edi Federer, Rupert Gürtler, Alfred Pungg, Gebhard Aberer, Alfred Groyer, Karl Schnabl |
| Bulgarien          | Petar Dimitrow, Bojan Stoikow, Wladimir Brejtschew |
| Finnland           | Jouko Törmänen, Kari Ylianttila, Jari Puikkonen |
| Frankreich         | Patric Dubiez, Eric Fourrier |
| Italien            | Ermes de Crignis, Ivano Wegher, Lido Tomasi |
| Japan              | Yūji Kawamura, Sakae Tsuruga |
| Jugoslawien        | Zdravko Bogataj, Marko Mlakar, Ivo Zupan, Bogdan Norčič, Andrej Kaizer |
| Kanada             | Tauno Käyhkö, |
| Norwegen           | Johan Sætre, Per Bergerud, Rune Hauge, Per Steinar Nordlien, Stein Glömmi, Jens Unosen |
| Polen              | Tadeusz Pawlusiak, Jozef Tajner |
| Schweiz            | Robert Mösching, Hansjörg Sumi, Mario Rinaldi, Harald Reichenbach, Georges Jaquiery, Oliver Favre, Walter Steiner                                                                                                   |
| Sowjetunion        | Alexei Borowitin, Alexander Karapusow, Juri Iwanow, Sergei Saitschik, Wladimir Tschernjajew, Waleri Sawin, Wladimir Bubenow                                                                                         |
| Tschechoslowakei   | Leoš Škoda, František Novák, Ján Tánczos, Ivo Felix, Josef Hýsek, Josef Rusko, Josef Samek |
| Vereinigte Staaten | John Denney, Jeff Denney, Jeff Davis, Kip Sundgaard, Jim Denney |

## Oberstdorf
- Datum: 30. Dezember 1977
- Land:  BR Deutschland
- Schanze: Schattenbergschanze

Das erste Training zum Auftaktspringen endete bereits mit einem Paukenschlag. Der Österreicher Karl Schnabl entschied auf Grund seines Abschneidens als schwächster Österreicher an den ersten beiden Tourneespringen nicht teilzunehmen. Stattdessen reiste er ins italienische Tarvis, um auf der dortigen Schanze zu trainieren. Auch am Tag darauf sah es für die Preiml-Schützlinge nicht besser aus. Nach Stürzen von Pürstl und Federer wurde entschieden, diese zum Auftaktspringen nicht einzusetzen. Für Innauer bestand nach seinen indiskutablen Sprüngen zumindest noch eine Schonfrist, bei ihm wollte man am Wettkampftag noch den Probesprung abwarten. Soweit kam es aber nicht mehr, der Superstar der letzten Jahre reiste noch am Abend ab. Während die DDR-Springer erwartungsgemäße Trainingssprünge zeigten, war der Finne Ylianttila die Überraschung des Tages. Nach Sprüngen von 105,5 und 106 m sprang er im letzten Trainingssprung 113 m weit, griff dabei aber in den Schnee. Die Weite lag drei Meter über dem Schanzenrekord. Damit war der Finne urplötzlich in den Kreis der Titelanwärter gerutscht. Zu diesem Kreis zählte nun auch Walter Steiner, der seinen Start endgültig bestätigte.
Chaotische Wetterbedingungen prägten das Auftaktspringen in Oberstdorf, sodass es bedingt durch starken Wind und dichtes Schneetreiben, welches eine stumpfe Anlaufspur nach sich zog, im zweiten Durchgang erstmals in der Tourneegeschichte abgebrochen wurde. Der erste Durchgang wurde dadurch zum verbindlichen Resultat erklärt. Und diese barg einige Überraschungen. Nicht etwa Favorit Danneberg lag vorn, sondern sein Mannschaftskollege Matthias Buse, der damit seinen ersten Tagessieg bei der Tournee feiern konnte. Dahinter platzierte sich mit Martin Weber auch ein Springer, der nicht unbedingt dort erwartet werden konnte. Der Finne Ylianttila bestätigte mit dem dritten Platz seine starken Trainingsleistungen. Peter Leitner sorgte mit Platz 5 für Zufriedenheit bei den Gastgebern und Walter Steiner meldete sich mit dem siebten Platz in der Weltspitze zurück. Einzig die Österreicher erlebten einen Totalabsturz. Bester Athlet war der 18-jährige Armin Kogler auf Platz 28.
| Pos. | Springer         | Land           | Punkte |
| 01   | Matthias Buse    | DDR            | 118,2  |
| 02   | Martin Weber     | DDR            | 110,1  |
| 03   | Kari Ylianttila  | Finnland       | 109,3  |
| 04   | Bernd Eckstein   | DDR            | 105,7  |
| 05   | Peter Leitner    | BR Deutschland | 105,1  |
| 06   | Jochen Danneberg | DDR            | 104,7  |
| 07   | Walter Steiner   | Schweiz        | 101,3  |
| 08   | Henry Glaß       | DDR            | 094,8  |
| 09   | Sakae Tsuruga    | Japan          | 092,3  |
| 10   | Per Bergerud     | Norwegen       | 091,9  |

## Garmisch-Partenkirchen
- Datum: 1. Januar 1978
- Land:  BR Deutschland
- Schanze: Große Olympiaschanze
- Zuschauer: 15.000

Wie im Vorjahr hieß der überlegene Sieger des Neujahrsspringens Jochen Danneberg und die Punktverteilung war fast haargenau die Gleiche. Nur hieß damals der Geschlagene Toni Innauer, diesmal war es der Finne Ylianttila. Mit Sprüngen auf 95 und 93,5 m, was jeweils Durchgangsbestweite bedeutete, war der Thüringer das Maß der Dinge und setzte sich mit 13,4 Punkten vom zweitplatzierten Finnen ab. Beeindruckend war die Dominanz der DDR-Auswahl, die nach dem 1. Durchgang noch sieben Springer in den Top Ten hatte. Diese Stärke zeigte sich nun auch in der Gesamtwertung, in der sich, von Danneberg angeführt, nicht weniger als sechs DDR-Springer in den Top Ten befanden. Allein der Finne Ylianttila vermochte es, der DDR-Übermacht einigermaßen Paroli zu bieten. Aus Gastgebersicht war die erneute Top-Ten-Platzierung von Leitner erfreulich, Mitfavorit Steiner war mit Tagesplatz 9 auch noch im Rennen.
| Zwischenstand nach 2 Springen | Zwischenstand nach 2 Springen | Zwischenstand nach 2 Springen |
| Pos.                          | Springer                      | Punkte                        |
| ----------------------------- | ----------------------------- | ----------------------------- |
| 01.                           | Danneberg                     | 340,3                         |
| 02.                           | Ylianttila                    | 330,5                         |
| 03.                           | Buse                          | 330,3                         |
| 04.                           | Eckstein                      | 314,7                         |
| 05.                           | Glaß                          | 314,4                         |
| 05.                           | Weber                         | 314,4                         |

| Pos. | Springer         | Land             | Punkte |
| 01   | Jochen Danneberg | DDR              | 235,6  |
| 02   | Kari Ylianttila  | Finnland         | 222,2  |
| 03   | Henry Glaß       | DDR              | 219,6  |
| 04   | Falko Weißpflog  | DDR              | 218,3  |
| 05   | Leoš Škoda       | Tschechoslowakei | 213,0  |
| 06   | Matthias Buse    | DDR              | 212,0  |
| 07   | Bernd Eckstein   | DDR              | 209,0  |
| 08   | Peter Leitner    | BR Deutschland   | 208,6  |
| 09   | Walter Steiner   | Schweiz          | 207,5  |
| 10   | Jürgen Thomas    | DDR              | 204,8  |

## Innsbruck
- Datum: 4. Januar 1978
- Land:  Österreich
- Schanze: Bergiselschanze
- Zuschauer: 12.000

Bereits beim ersten Training am 2. Januar hatte sich gezeigt, dass der Kreis der Tagessiegfavoriten noch größer werden könnte. Während Ylianttila seine exzellente Form bestätigte, ließ nun auch Landsmann Törmänen mit 103 m aufhorchen. Hinzu kam auch der Norweger Bergerud mit 102 m. Darüber hinaus keimte bei den Österreichern Hoffnung auf, da Olympiasieger Karl Schnabl zurückgekehrt war und einen ordentlichen Eindruck hinterlassen hatte.
Der nächste Trainingstag, der 3. Januar 1978, endete mit einem Schock für die DDR-Auswahl. Tourneefavorit und Gesamtführender Jochen Danneberg stürzt nach einem Sprung von 91 m kopfüber in den Auslauf. Er erlitt Schürfwunden im Gesicht und nach erster Diagnose eine Bänderzerrung im Sprunggelenk. In der Folge wurde
der Knöchel eingegipst und Danneberg trat noch am gleichen Tag die Heimreise ein. Damit waren nun die Karten in der Gesamtwertung völlig neu gemischt, denn hinter dem Zweitplatzierten Ylianttila lag mit nur 0,2 Punkten Rückstand Matthias Buse aus der DDR.
Während sich der Probedurchgang für die DDR-Auswahl noch gut anließ, Falko Weißpflog stellte mit 106 m einen neuen Schanzenrekord auf, zeigten die DDR-Athleten ohne ihren Kapitän Jochen Danneberg leichtes Nervenflattern. So rutschte Matthias Buse nach Platz 2 im ersten Durchgang nach mäßigen 94 m noch auf den sechsten Rang und auch Falko Weißpflog wurde noch von den Podesträngen verdrängt. Letztlich stand das Springen am Bergisel im Zeichen der Skandinavier. Erstmals seit dem Garmischer Springen 1966 standen wieder drei Athleten aus Nordeuropa auf den Podestplätzen, wenngleich der Norweger Per Bergerud nicht unbedingt der erwartete Tagessieger war. Beeindruckend war das Abschneiden der Finnen, die alle drei Springer in den Top Ten unterbrachten, davon zwei auf dem Treppchen. Und auch für die Gastgeber gab es Erleichterung. Mit Claus Tuchscherer auf dem fünften Platz gab es die erste Top-Ten-Platzierung der Tournee für die ÖSV-Adler. In der Gesamtwertung führte nun Ylianttila mit einem Vorsprung von 16 Punkten, dahinter kamen allein fünf Springer aus der DDR.
| Zwischenstand nach 3 Springen | Zwischenstand nach 3 Springen | Zwischenstand nach 3 Springen |
| Pos.                          | Springer                      | Punkte                        |
| ----------------------------- | ----------------------------- | ----------------------------- |
| 01.                           | Ylianttila                    | 569,6                         |
| 02.                           | Buse                          | 553,6                         |
| 03.                           | Weißpflog                     | 536,2                         |
| 04.                           | Weber                         | 532,9                         |
| 05.                           | Eckstein                      | 532,8                         |
| 06.                           | Glaß                          | 532,3                         |

| Pos. | Springer          | Land       | Punkte |
| 01   | Per Bergerud      | Norwegen   | 247,1  |
| 02   | Kari Ylianttila   | Finnland   | 239,1  |
| 03   | Jouko Törmänen    | Finnland   | 231,2  |
| 04   | Falko Weißpflog   | DDR        | 229,2  |
| 05   | Klaus Tuchscherer | Österreich | 227,3  |
| 06   | Matthias Buse     | DDR        | 223,3  |
| 07   | Jari Puikkonen    | Finnland   | 219,0  |
| 08   | Martin Weber      | DDR        | 218,5  |
| 09   | Bernd Eckstein    | DDR        | 218,1  |
| 10   | Henry Glaß        | DDR        | 217,9  |

## Bischofshofen
- Datum: 6. Januar 1978
- Land:  Österreich
- Schanze: Paul-Außerleitner-Schanze
- Zuschauer: 10.000

In einem langen und dramatischen Wettbewerb gab es letztendlich mit Kari Ylianttila einen souveränen Sieger. Allerdings wurde die Geduld von Springern und Zuschauern auf eine harte Probe gestellt. Nachdem es bereits im Probedurchgang eine Anlaufverkürzung gegeben hatte, wurde der erste Durchgang nach dem Rekordsprung von Falko Weißpflog über 108,5 m abgebrochen und mit verkürztem Anlauf wiederholt. Da Weißpflog mit Startnummer 45 sprang, war bis dahin schon ein großer Teil des Feldes gesprungen und die Wiederholung nahm eine dementsprechend lange Zeit in Anspruch. Am wenigsten ließ sich davon Ylianttila beeindrucken, der im regulären ersten Durchgang gleich mit 106 m vorlegte, eine Weite, an die nur noch der bestens aufgelegte Walter Steiner mit 104 m herankam. Als Matthias Buse mit 94 m im zweiten Durchgang um einiges kürzer sprang, ging Ylianttila nicht mehr aufs Ganze, konnte aber mit 101,5 m souverän den Tagessieg feiern. Dahinter kam der Schweizer Steiner ein, der damit endgültig in die Weltspitze zurückgekehrt war. Die DDR-Auswahl zeigte nochmals ihre mannschaftliche Stärke mit sechs Springern in den Top Ten. Beim ÖSV-Team zeigte Rückkehrer Karl Schnabl weiterhin aufsteigende Form, mit Platz 13 war er in der Tageswertung bester Österreicher.
| Pos. | Springer        | Land     | Punkte |
| 01   | Kari Ylianttila | Finnland | 242,3  |
| 02   | Walter Steiner  | Schweiz  | 229,0  |
| 03   | Henry Glaß      | DDR      | 227,9  |
| 04   | Martin Weber    | DDR      | 227,5  |
| 05   | Falko Weißpflog | DDR      | 221,1  |
| 06   | Bernd Eckstein  | DDR      | 220,8  |
| 07   | Matthias Buse   | DDR      | 219,7  |
| 08   | Per Bergerud    | Norwegen | 218,9  |
| 09   | Harald Duschek  | DDR      | 217,2  |
| 10   | Jouko Törmänen  | Finnland | 209,7  |

## Gesamtstand
Wenngleich sich durch seine Trainingsleistungen Ylianttilas gute Form angekündigt hatte, erwartet hatte diesen Tourneesieg die Wenigsten. Dazu trug natürlich auch das Ausscheiden des ärgsten Mitkonkurrenten und bis dahin Gesamtführenden Jochen Danneberg bei. Es bleibt müßig darüber zu spekulieren, ob dem Thüringer ohne dieses Missgeschick der dritte Tourneesieg in Folge gelungen wäre. Letztlich gewann der Finne überlegen vor einer Armada von DDR-Athleten, die wie im Vorjahr erneut sechs Springer in die Top Ten brachten. Bemerkenswert waren die Platzierungen der kleinen finnischen Mannschaft mit den Plätzen ein, neun und elf. Auch der achte Rang des Schweizers Steiner zwei Monate nach seiner Meniskusoperation nötigte großen Respekt ab. Verlierer war die Mannschaft aus Österreich. Die einheimische Presse schrieb von Debakel und mit Platz 24 von Claus Tuchscherer in der Gesamtwertung als bester Platzierung war das nicht untertrieben. Die Österreicher machten vor allem Materialprobleme geltend, zudem fehlte der Ausnahmeathlet Innauer und zumindest teilweise auch Olympiasieger Schnabl.
| Rang | Name            | Nation   | Gesamt- wertung | Oberst- dorf | Garmisch- Partenk. | Inns- bruck- | Bischofs- hofen |
| ---- | --------------- | -------- | --------------- | ------------ | ------------------ | ------------ | --------------- |
| 01   | Kari Ylianttila | Finnland | 812,9           | 109,3 / 03.  | 221,2 / 02.        | 239,1 / 02.  | 242,3 / 01.     |
| 02   | Matthias Buse   | DDR      | 773,2           | 118,2 / 01.  | 212,1 / 06.        | 223,3 / 06.  | 219,7 / 07.     |
| 03   | Martin Weber    | DDR      | 760,4           | 110,1 / 02.  | 204,3 / 11.        | 218,5 / 08.  | 227,5 / 04.     |
| 04   | Henry Glaß      | DDR      | 760,2           | 094,8 / 08.  | 219,6 / 03.        | 217,9 / 10.  | 227,9 / 03.     |
| 05   | Falko Weißpflog | DDR      | 757,4           | 088,8 / 14.  | 218,2 / 04.        | 229,2 / 04.  | 221,1 / 05.     |
| 06   | Bernd Eckstein  | DDR      | 753,6           | 105,7 / 04.  | 209,0 / 07.        | 218,1 / 09.  | 220,8 / 06.     |
| 07   | Per Bergerud    | Norwegen | 749,7           | 091,9 / 10.  | 191,8 / 22.        | 247,1 / 01.  | 218,9 / 08.     |
| 08   | Walter Steiner  | Schweiz  | 734,4           | 101,3 / 07.  | 207,5 / 09.        | 196,6 / 24.  | 229,0 / 02.     |
| 09   | Jouko Törmänen  | Finnland | 727,8           | 088,7 / 16.  | 198,2 / 15.        | 231,2 / 03.  | 209,7 / 10.     |
| 10   | Harald Duschek  | DDR      | 718,8           | 089,9 / 11.  | 194,3 / 18.        | 217,4 / 11.  | 217,2 / 09.     |